# Chorisodontium orthocormum
Chorisodontium orthocormum là một loài Rêu trong họ Dicranaceae. Loài này được (Besch. ex Müll. Hal.) Roiv. mô tả khoa học đầu tiên năm 1937.